# Leonce Legendre

Leonce Legendre (Brugge, 1 maart 1831 - Doornik, 10 juli 1893) was een Belgisch kunstschilder die gedurende een tijd behoorde tot de Brugse School.

## Levensloop
Léonce Legendre was een zoon van een in Versailles geboren Fransman, ambtenaar bij het provinciebestuur van West-Vlaanderen, een broer van de kunstschilder Eugène Legendre en een schoonbroer van Eduard Wallays, die in 1853 directeur van de Academie voor Schone Kunsten Brugge in Brugge werd.
Hij studeerde aan de Brugse Kunstacademie en van die van Antwerpen.In 1860 won hij de Prijs van Rome voor schilderkunst. Hij werd directeur van de kunstacademie van Doornik en bleef dit tot aan zijn dood.
In Doornik bewaart men van hem een historisch tafereel De Slag der Gulden Sporen. De Musea van Brugge hebben van hem: De opwekking van de zoon van Naïm en Alleen in het atelier.

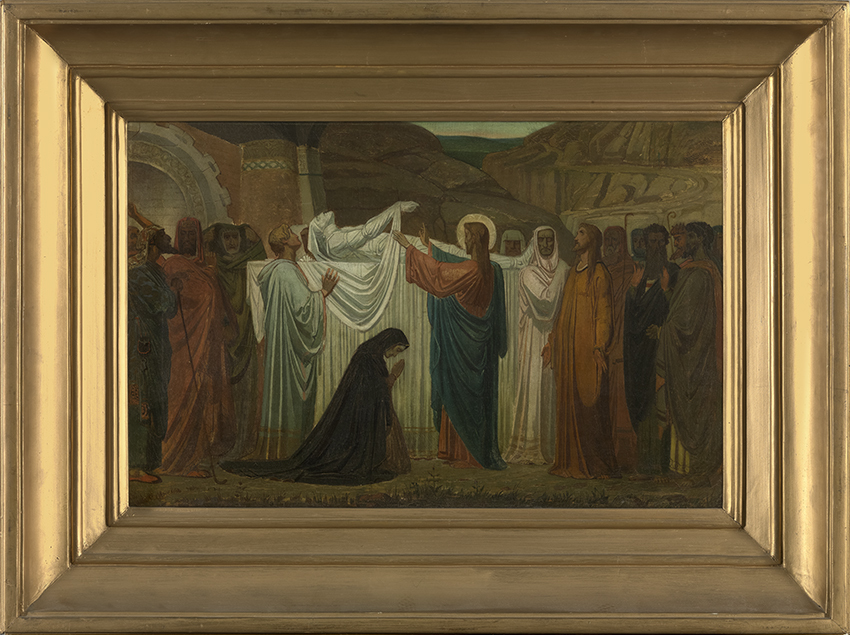
Opwekking van de jongeling te Naïn, Groeningemuseum
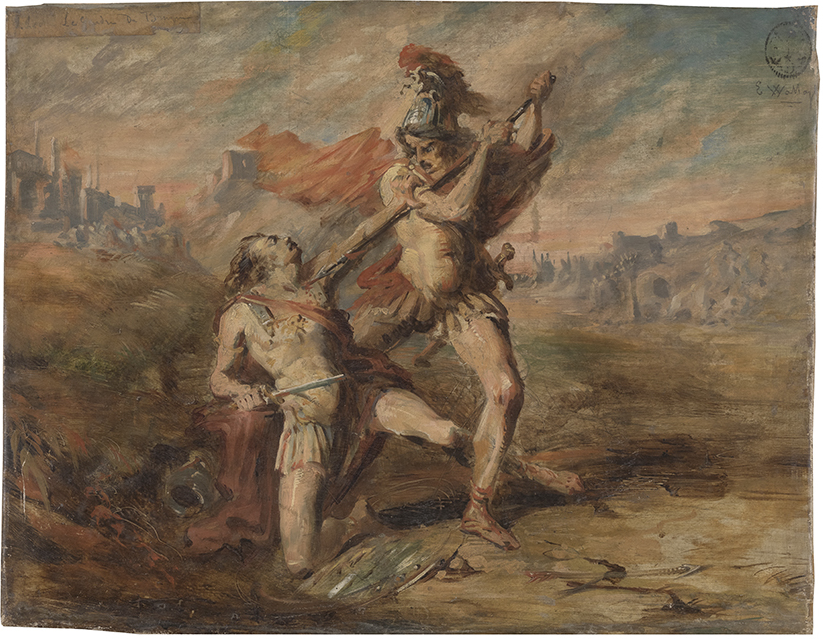
Achilles doodt Hector, Groeningemuseum
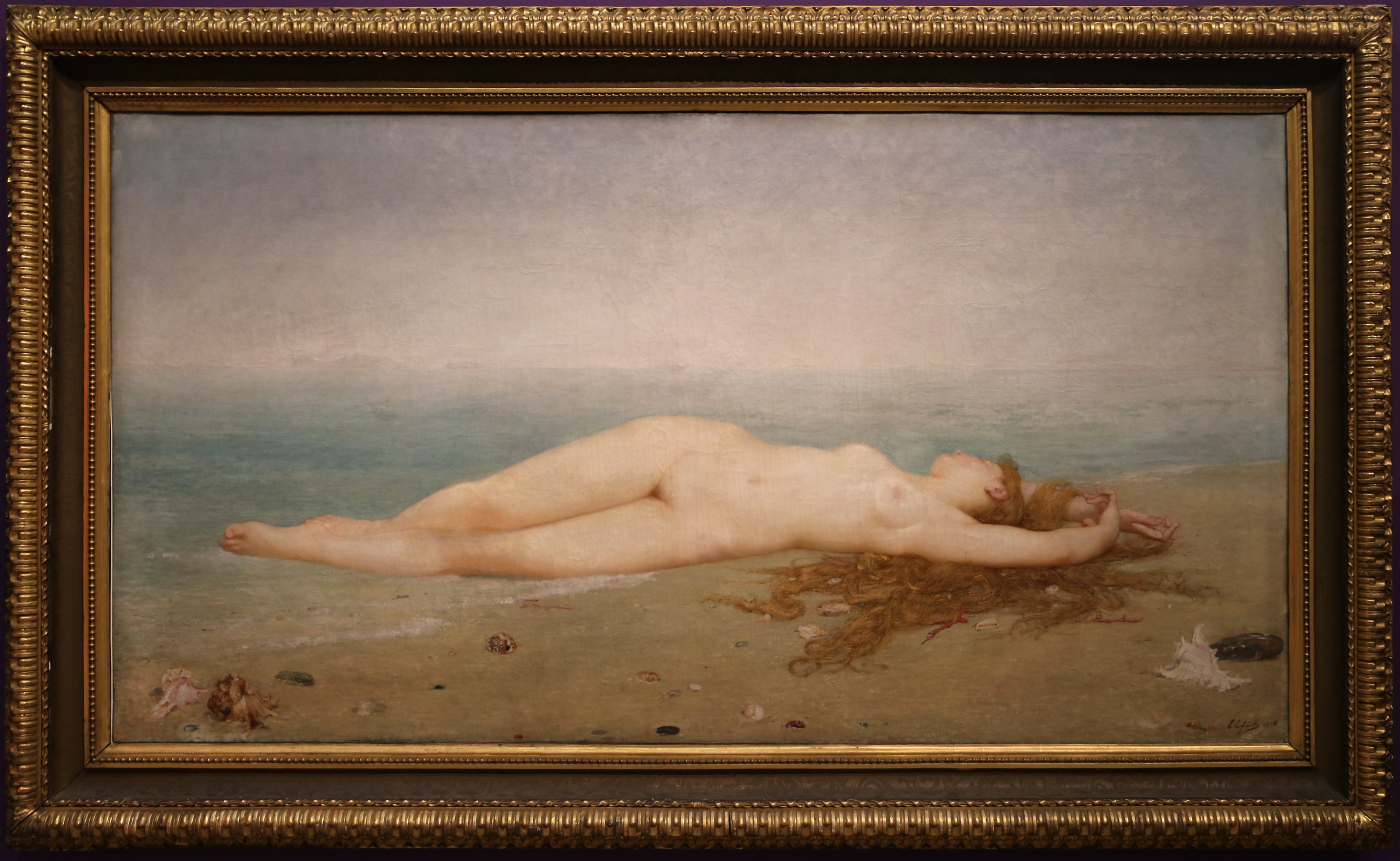
Périmèle, nymphe de Capri (1864) Collectie Van Cutsem